# San José de Ocoa (province)
Pour la capitale, voir San José de Ocoa.
Pour les articles homonymes, voir San José.
San José de Ocoa est l'une des 32 provinces de la République dominicaine. Son chef-lieu porte le même nom : San José de Ocoa. Elle est limitée à l'ouest par la province d'Azua, au nord par celles de La Vega et Monseñor Nouel, à l'est par celle de San Cristóbal et au sud par celle de Peravia.